# Lijst van afleveringen van Ally McBeal
Dit is een lijst met afleveringen van de Amerikaanse televisieserie Ally McBeal. De serie telt 5 seizoenen. Een overzicht van alle afleveringen is hieronder te vinden.

## Seizoen 1
| Nr. | Titel aflevering       | Uitzenddatum VS   |
| --- | ---------------------- | ----------------- |
| 1   | Pilot                  | 8 september 1997  |
| 2   | Compromising Positions | 15 september 1997 |
| 3   | The Kiss               | 22 september 1997 |
| 4   | The Affair             | 29 september 1997 |
| 5   | One Hundred Tears Away | 20 oktober 1997   |
| 6   | The Promise            | 27 oktober 1997   |
| 7   | The Attitude           | 3 november 1997   |
| 8   | Drawing the Lines      | 10 november 1997  |
| 9   | The Dirty Joke         | 17 november 1997  |
| 10  | Boy to the World       | 1 december 1997   |
| 11  | Silver Bells           | 15 december 1997  |
| 12  | Cro-Magnon             | 5 januari 1998    |
| 13  | The Blame Game         | 19 januari 1998   |
| 14  | Body Language          | 1 februari 1998   |
| 15  | Once in a Lifetime     | 23 februari 1998  |
| 16  | Forbidden Fruits       | 2 maart 1998      |
| 17  | Theme of Life          | 9 maart 1998      |
| 18  | The Playing Field      | 16 maart 1998     |
| 19  | Happy Birthday, Baby   | 6 april 1998      |
| 20  | The Inmates            | 27 april 1998     |
| 21  | Being There            | 4 mei 1998        |
| 22  | Alone Again            | 11 mei 1998       |
| 23  | These Are the Days     | 18 mei 1998       |

## Seizoen 2
| Nr. | Titel aflevering             | Uitzenddatum VS   |
| --- | ---------------------------- | ----------------- |
| 1   | The Real World               | 14 september 1998 |
| 2   | They Eat Horses, Don't They? | 21 september 1998 |
| 3   | Fools Night Out              | 28 september 1998 |
| 4   | It's My Party                | 19 oktober 1998   |
| 5   | Story of Love                | 26 oktober 1998   |
| 6   | World's Without Love         | 2 november 1998   |
| 7   | Happy Trails                 | 9 november 1998   |
| 8   | Just Looking                 | 16 november 1998  |
| 9   | You Never Can Tell           | 23 november 1998  |
| 10  | Making Spirits Bright        | 14 december 1998  |
| 11  | In Dreams                    | 11 januari 1999   |
| 12  | Love Unlimited               | 18 januari 1999   |
| 13  | Angels and Blimps            | 8 februari 1999   |
| 14  | Pyramids on the Nile         | 15 februari 1999  |
| 15  | Sideshow                     | 22 februari 1999  |
| 16  | Sex, Lies and Politics       | 1 maart 1999      |
| 17  | Civil War                    | 5 april 1999      |
| 18  | Those Lips, That Hand        | 19 april 1999     |
| 19  | Let's Dance                  | 26 april 1999     |
| 20  | Only the Lonely              | 3 mei 1999        |
| 21  | The Green Monster            | 10 mei 1999       |
| 22  | Love's Illusions             | 17 mei 1999       |
| 23  | I Know Him by Heart          | 24 mei 1999       |

## Seizoen 3
| Nr. | Titel aflevering                 | Uitzenddatum VS  |
| --- | -------------------------------- | ---------------- |
| 1   | Car Wash                         | 25 oktober 1999  |
| 2   | Buried Pleasures                 | 1 november 1999  |
| 3   | Seeing Green                     | 8 november 1999  |
| 4   | Heat Wave                        | 15 november 1999 |
| 5   | Troubled Water                   | 22 november 1999 |
| 6   | Changes                          | 29 november 1999 |
| 7   | Saving Santa                     | 13 december 1999 |
| 8   | Blue Christmas                   | 20 december 1999 |
| 9   | Out in the Cold                  | 10 januari 2000  |
| 10  | Just Friends                     | 17 januari 2000  |
| 11  | Over the Rainbow                 | 7 februari 2000  |
| 12  | In Search of Pygmies             | 14 februari 2000 |
| 13  | Pursuit of Loneliness            | 21 februari 2000 |
| 14  | The Oddball Parade               | 28 februari 2000 |
| 15  | Prime Suspect                    | 20 maart 2000    |
| 16  | Boy Next Door                    | 27 maart 2000    |
| 17  | I Will Survive                   | 17 april 2000    |
| 18  | Turning Thirty                   | 1 mei 2000       |
| 19  | Do You Wanna Dance?              | 8 mei 2000       |
| 20  | Hope and Glory                   | 15 mei 2000      |
| 21  | Ally McBeal: The Musical, Almost | 22 mei 2000      |

## Seizoen 4
| Nr. | Titel aflevering               | Uitzenddatum VS  |
| --- | ------------------------------ | ---------------- |
| 1   | Sex, Lies and Second Thoughts  | 23 oktober 2000  |
| 2   | Girls' Night Out               | 30 oktober 2000  |
| 3   | Two's a Crowd                  | 6 november 2000  |
| 4   | Without a Net                  | 13 november 2000 |
| 5   | The Last Virgin                | 27 november 2000 |
| 6   | Tis the Season                 | 27 november 2000 |
| 7   | Love on Holiday                | 4 december 2000  |
| 8   | The Man with the Bag           | 11 december 2000 |
| 9   | Reasons to Believe             | 8 januari 2001   |
| 10  | The Ex-Files                   | 15 januari 2001  |
| 11  | Mr. Bo                         | 22 januari 2001  |
| 12  | Hats Off to Larry              | 5 februari 2001  |
| 13  | Reach Out and Touch            | 12 februari 2001 |
| 14  | Boy's Town                     | 19 februari 2001 |
| 15  | Falling Up                     | 26 februari 2001 |
| 16  | The Getaway                    | 19 maart 2001    |
| 17  | The Pursuit of Unhappiness     | 26 maart 2001    |
| 18  | The Obstacle Course            | 16 april 2001    |
| 19  | In Search of Barry White       | 23 april 2001    |
| 20  | Cloudy Skies, Chance of Parade | 30 april 2001    |
| 21  | Queen Bee                      | 7 mei 2001       |
| 22  | Home Again                     | 14 mei 2001      |
| 23  | The Wedding                    | 21 mei 2001      |

## Seizoen 5
| Nr. | Titel aflevering                  | Uitzenddatum VS  |
| --- | --------------------------------- | ---------------- |
| 1   | Friends and Lovers                | 29 oktober 2001  |
| 2   | Judge Ling                        | 5 november 2001  |
| 3   | Neutral Corners                   | 12 november 2001 |
| 4   | Fear of Flirting                  | 19 november 2001 |
| 5   | I Want Love                       | 26 november 2001 |
| 6   | Lost and Found                    | 3 december 2001  |
| 7   | Nine One One                      | 10 december 2001 |
| 8   | Playing with Matches              | 7 januari 2002   |
| 9   | Blowin' in the Wind               | 14 januari 2002  |
| 10  | One Hundred Tears                 | 21 januari 2002  |
| 11  | A Kick in the Head                | 4 februari 2002  |
| 12  | The New Day                       | 11 februari 2002 |
| 13  | Woman                             | 18 februari 2002 |
| 14  | Homecoming                        | 25 februari 2002 |
| 15  | Heart and Soul                    | 4 maart 2002     |
| 16  | Love Is All Around: Part 1        | 15 april 2002    |
| 17  | Love Is All Around: Part 2        | 15 april 2002    |
| 18  | Tom Dooley                        | 22 april 2002    |
| 19  | Another One Bites the Dust        | 29 april 2002    |
| 20  | What I'll Never Do for Love Again | 6 mei 2002       |
| 21  | All of Me                         | 13 mei 2002      |
| 22  | Bygones                           | 20 mei 2002      |